# Besser Kirke
Besser Kirke er en kirke i landsbyen Besser på Samsø. Kirken lå tidligere i Besser Sogn, men dette blev 1. maj 2014 slået sammen med de øvrige sogne på Samsø til Samsø Sogn.

## Interiør
- Alter og døbefont
- Kirkerum
- Orgel og pulpitur
- Prædikestol